# Pennsylvania
Pennsylvania, officieel het Gemenebest Pennsylvania, is een der staten van de Verenigde Staten.
De bijnaam luidt "The Keystone State".
De hoofdstad is Harrisburg, de grootste stad is Philadelphia.

## Geschiedenis

### Nederlandse en Zweedse kolonisatie

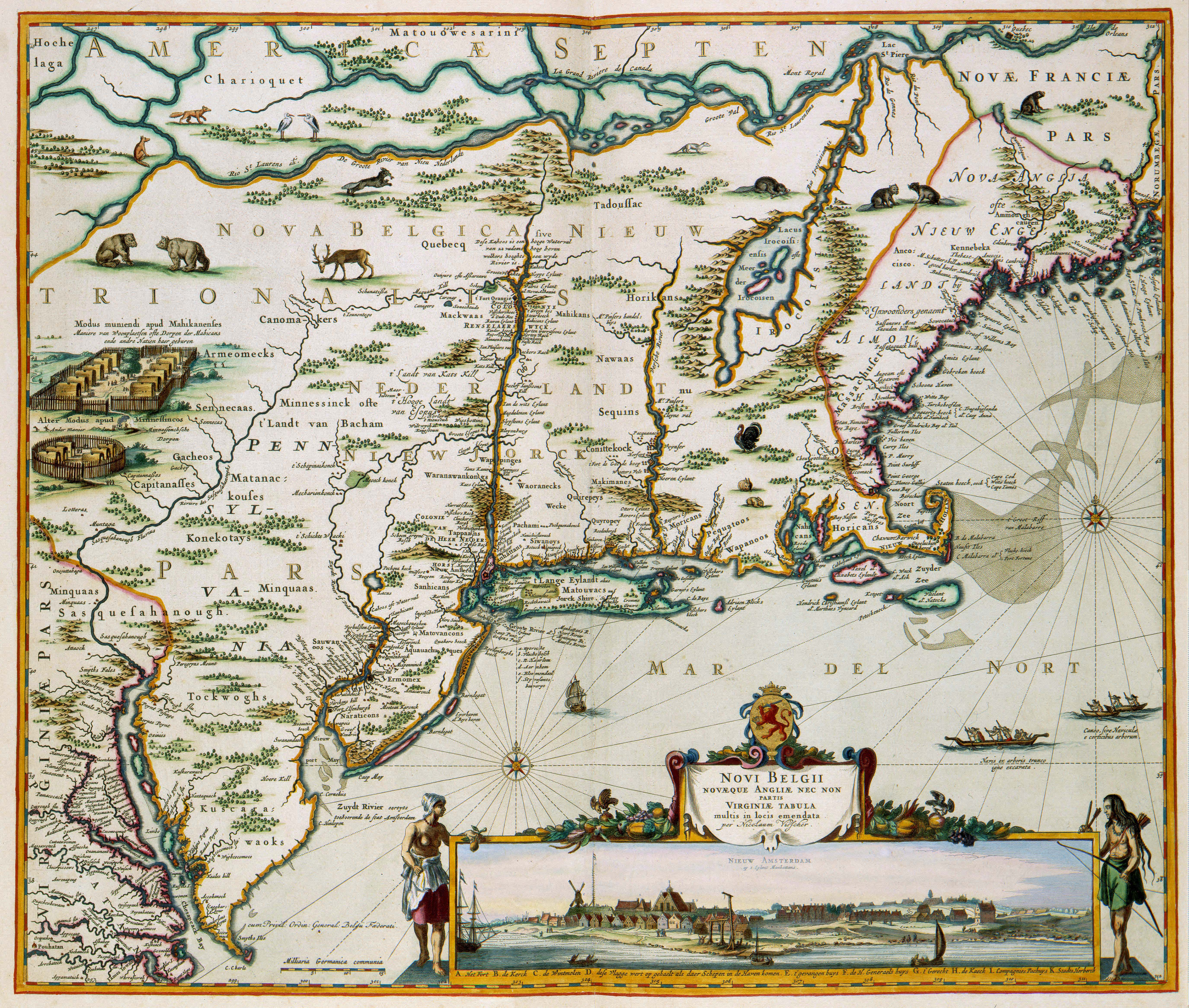
Kaart van Nieuw-Nederland met daarop ook de monding van de Delaware waar Philadelphia gesticht zou worden, Nicolaas Visscher II.

De vallei waarin nu Philadelphia gelegen is, werd in 1623 deel van de kolonie Nieuw-Nederland onder leiding van gouverneur Cornelius Jacobsz May. De kolonie was negen jaar eerder gesticht om handel te drijven met de lokale bevolking. Ten westen van de Delaware Bay stichtten de kolonisten onder leiding van Samuel Godin in 1631 het fort Swaanendael. In 1638 vestigden ook Zweedse kolonisten zich in het gebied, onder leiding van de Nederlander Peter Minuit. Zij stichtten de kolonie Nieuw-Zweden om het Nederlandse handelsmonopolie in Noord-Amerika te omzeilen en bouwden in hun kolonie Fort Christina, de eerste Europese nederzetting aan de Delaware.
De eerste Engelse nederzetting in het gebied werd gesticht in 1642 door een vijftigtal puriteinse families die afkomstig waren uit New Haven in Connecticut. Zij vestigden zich aan de monding van de Schuylkill River. In 1646 werd er tussen de verschillende partijen geruzied over landrechten. Iedere partij wilde toegang hebben tot het gebied van de indianen, om er bont op te halen. Na enkele Zweedse invallen in de Nederlandse kolonie gaf gouverneur Willem Kieft aan Andries Hudde de opdracht om inheemse gronden te kopen en er permanente nederzettingen te bouwen, de eerste sinds het uitmoorden van de bewoners van Swaanendael in 1632. Hudde verkreeg het gebied dat de indianen Wigquachkoing Scituated noemden en de nederzetting die hier gebouwd werd, zou later deel gaan uitmaken van Philadelphia.
Zowel de Zweedse als de Nederlandse kolonisten duldden de aanwezigheid van de Engelse puriteinse nieuwkomers niet. Ze brandden hun gebouwen af en verdreven hen uiteindelijk. Hierbij opereerden Nederlanders en Zweden als bondgenoten. In 1655 organiseerde Peter Stuyvesant echter een militaire expeditie tegen Nieuw-Zweden nadat de Zweden het Nederlandse Fort Casimir hadden veroverd. De Nederlanders veroverden de kolonie en plaatsten die onder het gezag van Nieuw-Nederland. Negentien jaar later ruilden de Nederlanders met de Engelsen bij de Vrede van Westminster, na afloop van de Derde Engels-Nederlandse Oorlog, hun grondgebied in Noord-Amerika voor de kolonie Suriname.

### Stichting door William Penn

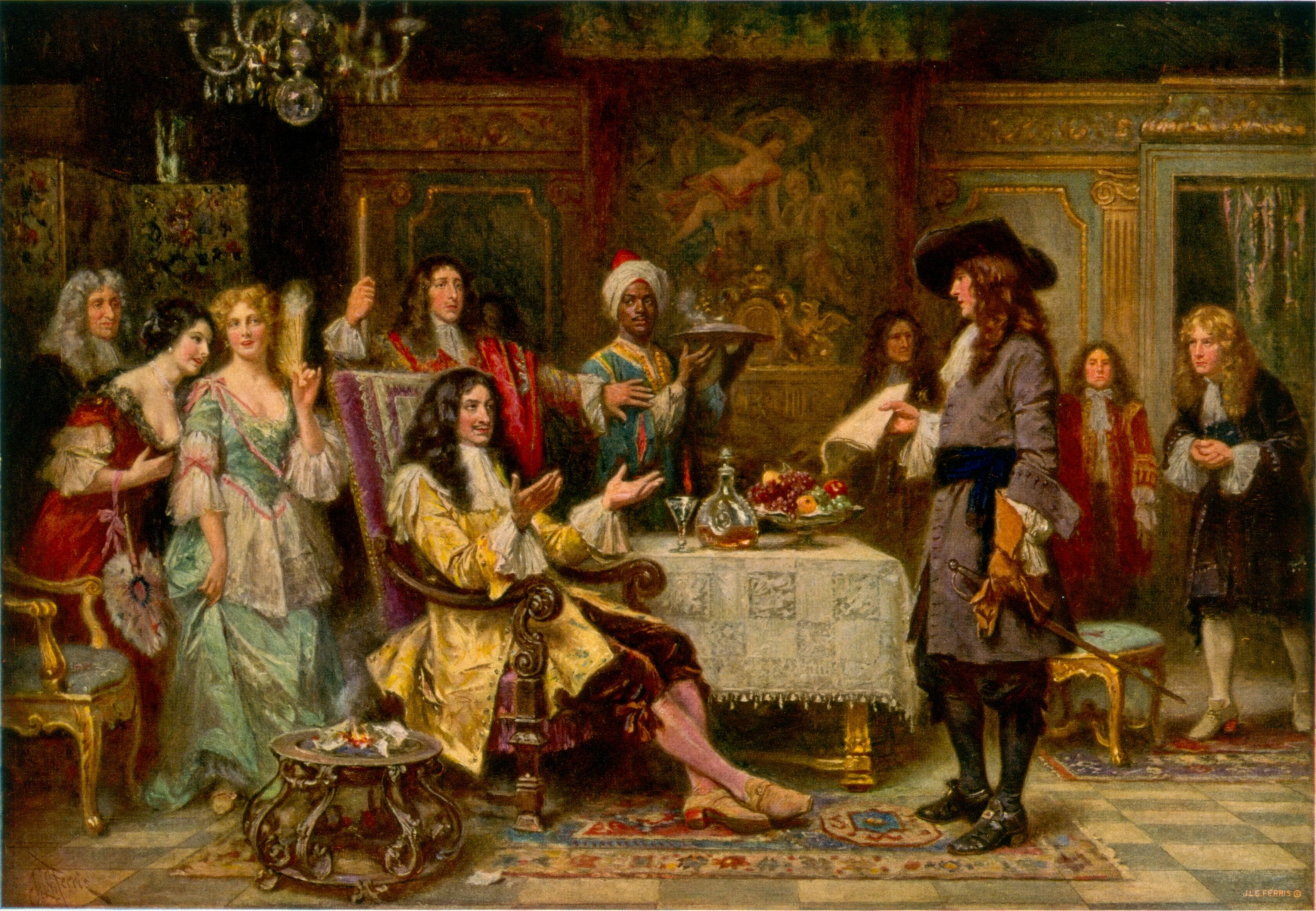
William Penn (rechts, staand) ontvangt het koninklijk charter van Karel II (links), geschilderd door Jean Leon Gerome Ferris

In 1681 droeg de Engelse koning Karel II een groot gedeelte van zijn grondbezit in de Amerikaanse koloniën, met daarin onder meer de huidige staten Delaware en Pennsylvania, over aan William Penn, leider van de quakers. De overdracht werd vastgelegd in een charter, waarin de schulden die de koning had aan Penns vader vereffend werden verklaard en waarin de koning het recht behield op een vijfde van de opbrengst van goud- en zilvermijnen. Het charter was erg in het voordeel van Penn, vermoedelijk omdat de koning er belang bij had om quakers en andere 'onruststokers' een woonplaats te bieden op grote afstand van het vaderland. Penn werd hierdoor de grootste privé-grootgrondbezitter ter wereld van dat moment, met in totaal 120.000 km². De naam van de staat betekent "land van de wouden van Penn" (silva is Latijn voor "woud"). 
Oprichter William Penn, bekend om zijn liberalisme, bracht in de jaren zeventig van de zeventiende eeuw tot twee keer toe een bezoek aan Duitsland om pioniers te werven die zijn kolonie konden bevolken. Aan het einde van de 18e eeuw vormden de Duitstaligen een derde deel van de bevolking, dit leidde er toe dat de staat tweetalig bestuurd moest worden.
William Penn sloot, volgens sommige bronnen, in 1682 een verdrag met de inheemse bevolking, de Lenni-Lenape. Aan het begin van de 18e eeuw splitsten drie zuidelijke counties zich af wegens de anti-slavernijwet en vormden samen de kolonie Delaware. Als grens tussen beide staten was er de Twelve-Mile Circle. In 1780 werd een wet getekend die de geleidelijke afschaffing van de slavernij voorschreef.
Pennsylvania hoorde bij de dertien koloniën die samen de Engelse overheersing bestreden (zie: Amerikaanse Revolutie). Op 12 december 1787, vijf dagen na Delaware, werd Pennsylvania formeel, als tweede, een staat van de Verenigde Staten. De stad Philadelphia fungeerde tussen 1790 en 1800 als federale hoofdstad.
In 1859 werd in Titusville 's werelds eerste exploitabele olieveld gevonden. Nog dat jaar werd Seneca Oil opgericht en bij een andere bron werd Oil City gesticht. Toch werd de staat meer bekend door de kolenwinning en de fabricage van staal door Bethlehem Steel. Dat staal werd aanvankelijk aangewend voor de aanleg van spoorwegen, maar later voor de bouw van oorlogsschepen bij de Bethlehem Shipbuilding Corporation.
Pennsylvania werd in de 19de eeuw een toevluchtsoord voor gevluchte slaven uit het Zuiden. Tijdens de Amerikaanse Burgeroorlog koos Pennsylvania de kant van de Unie. De Slag bij Gettysburg in Pennsylvania was een beslissend moment in dat conflict.

## Geografie
De staat Pennsylvania beslaat 119.283 km², waarvan 116.074 km² land. De staat ligt in de Eastern-tijdzone.
Pennsylvania grenst in het noorden aan de staat New York en aan het Eriemeer (Erie Triangle) aan de overkant waarvan Canada ligt. In het westen grenst het aan de staat Ohio. In het zuidwesten grenst het aan West Virginia, in het zuiden aan Maryland en in het zuidoosten aan Delaware en New Jersey.
Het midden van Pennsylvania wordt gedomineerd door de Appalachen; het westen en oosten zijn vlakker. Het hoogste punt van Pennsylvania is de top van Mount Davis (979 m).
De belangrijkste rivieren zijn de Delaware, die de gehele oostgrens definieert, de Ohio, de Susquehanna, de Allegheny en de Monongahela.

## Demografie
In 2005 telde Pennsylvania 12.281.054 inwoners (106 per km²).
De belangrijkste steden zijn Philadelphia, Pittsburgh, Scranton en Allentown. De hoofdstad is Harrisburg, dat tussen Philadelphia en Pittsburgh in ligt.
76,6% is van Europese oorsprong, 11,8% is van Afrikaanse oorsprong, 8,1% is van Spaans of Latino oorsprong, 4,5% is van Aziatische oorsprong. 
De grootste afkomstgroepen zijn: 28,5% Duits, 18,2% Iers, 12,8% Italiaans, 8,5% Engels, 7,2% Pools en 4,2% Frans.
Van de bevolking spreekt 90,2% Engels en 4,1% spreekt Spaans. 
47% is Protestants, 24% Katholiek en 21% geen geloof.
Pennsylvania is ook bekend vanwege de amish die er leven. In 2020 werd hun aantal geschat op 81.500.

## Economie
Het bruto product van de staat bedroeg in 2022 923 miljard dollar.

## Bestuurlijke indeling
Pennsylvania is onderverdeeld in 67 county's.

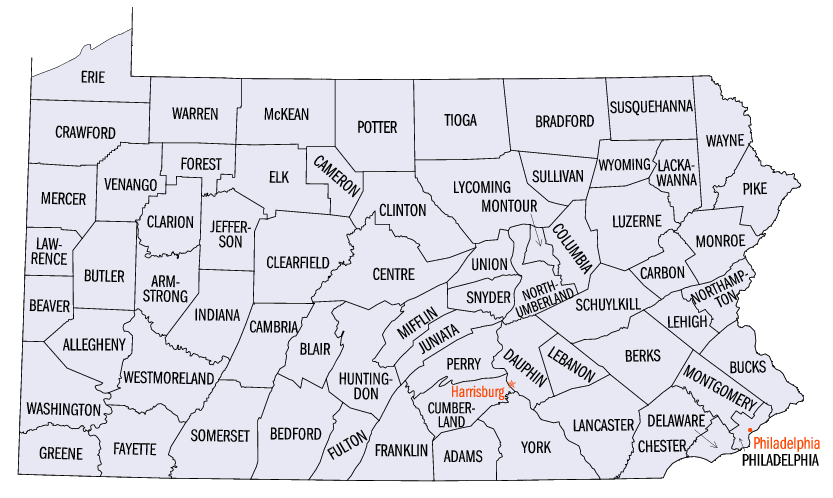
county's in Pennsylvania

## Politiek
Aan het hoofd van de uitvoerende macht van de staat staat een gouverneur, die direct gekozen wordt door de kiesgerechtigden in de staat. De gouverneursverkiezing van 2022 werd gewonnen door Josh Shapiro van de Democratische Partij. Hij trad in januari 2023 aan als gouverneur van Pennsylvania.
De wetgevende macht bestaat uit het Huis van Afgevaardigden van Pennsylvania (Pennsylvania House of Representatives) met 203 leden en de Senaat van Pennsylvania (Pennsylvania State Senate) met 50 leden.
Tijdens de Amerikaanse presidentsverkiezingen is Pennsylvania een belangrijke swing state. Dit wil zeggen dat het op voorhand niet duidelijk is wie de meerderheid haalt. De staat heeft twintig kiesmannen.

## Bijnaam
De bijnaam van Pennsylvania, "Keystone State", verwijst naar een keystone (Nederlands: sluitsteen), een steen die gebruikt wordt als bovenste steen in een boog boven een deur of een raam. Van de 13 oorspronkelijke koloniën lagen er zes ten noorden van Pennsylvania en zes ten zuiden ervan; Pennsylvania hield de kolonies als een 'keystone' bij elkaar.

## Afkomstig uit Pennsylvania
- Robert Fulton (1765-1815), uitvinder
- James Buchanan (1791-1868), president van de Verenigde Staten van Amerika
- Frederick Taylor (1856-1915), werktuigbouwkundige
- Gertrude Stein (1874-1946), schrijver
- Alexander Calder (1898-1976), beeldhouwer
- Tommy Dorsey (1905-1956), bandleider
- Rachel Carson (1907-1964), bioloog
- James A. Michener (1907-1997), schrijver
- Art Blakey (1919-1990), drummer
- Al Martino (1927-2007), zanger
- Keith Haring (1958-1990), schilder
- Taylor Swift (1989), zangeres en tekstschrijver